# Caecogobius cryptophthalmus
Caecogobius cryptophthalmus és una espècie de peix de la família dels gòbids i de l'ordre dels perciformes.

## Hàbitat
És un peix d'aigua dolça i de clima tropical.

## Distribució geogràfica
Es troba a les Filipines.

## Observacions
És inofensiu per als humans.